# NGC 3104
NGC 3104 = Arp 264 ist eine irreguläre Galaxie vom Hubble-Typ IBm im Sternbild Kleiner Löwe. Sie ist schätzungsweise 27 Millionen Lichtjahre von der Milchstraße entfernt und hat einen Durchmesser von etwa 30.000 Lichtjahren.
Halton Arp gliederte seinen Katalog ungewöhnlicher Galaxien nach rein morphologischen Kriterien in Gruppen. Diese Galaxie gehört zu der Klasse Galaxien mit unregelmäßigen Klumpen.
Das Objekt wurde am 18. März 1787 von Wilhelm Herschel entdeckt.